# Plants vs. Zombies
Plants vs. Zombies（「植物 vs. 生ける屍」の意、邦題は『プラント vs. ゾンビ』）はPopCap Games社のタワーディフェンスタイプのコンピュータゲーム。Windows版が2009年5月5日に発売された後、順次、他の機種にも移植され、続編も発売された。略称は『プラゾン』。
アメリカ市場ではWindows、Mac OS X、iOS、Android、Xbox Live Arcade、PS3、PlayStation Network、ニンテンドーDS、ニンテンドーDSiウェア、ウェブブラウザゲームなどに対応したバージョンが発売されている。
据置コンシューマゲーム機（XboxLiveArcade、PlayStation Network）のバージョンのみ、2人での協力・対戦プレイがサポートされている。

## 概要
庭を陣地に見立て、その庭にゾンビが入ってくる。プレイヤーは庭に各種能力をもった植物を配置し、それによってゾンビをすべて撃退すればステージクリア、ゾンビが庭を突破して家屋に侵入するとゲームオーバーになる。植物の配置できる数、種類、能力には制限があり、その制限の中で最適な配置を行うことがゲームの眼目となっている。

### プレイ・モード
機種にもよるが、ゲームにはアドベンチャー、ミニゲーム、パズル、サバイバル、盆栽の5つのモードがある。

#### Adventure（アドベンチャー）
連続してステージをクリアしていくモード。1回目はチュートリアルをかねており、ステージをひとつクリアするごとに使える植物がひとつずつ加わっていく。ひと通りクリアするとミニゲーム、パズル、サバイバルの3つのモードがプレイできるようになる。
ステージは昼（1-1）、夜（2-1）、プール（3-1）、霧（4-1）、屋根（5-1）のステージがあり、1-1をクリアすると1-2になり、1-10をクリアすると2-1になる。5-10をクリアすると、鴫原ローラの歌うエンディング・テーマ「裏庭にゾンビがやってきた」を聴くことができる。
1-5は特殊ステージでウォールナッツボーリングを遊ぶ。1-10はラッシュステージでコンベアから流れてくるプラントをどんどん設置する。
2-5や2-10でも同じで2‐5はゾンビたたき、2-10はラッシュステージとなっている。

#### Mini game（ミニゲーム）
各種の趣向をこらした単発のステージをプレイするモード。

#### Puzzle（パズル）
庭上に壷が多数置かれており、壷を割ると植物のカードまたはゾンビが現れ、カードを使ってゾンビをすべて撃退すればクリアとなるVase Breakerと、プレイヤーがゾンビ側となり、ランダムで配置される植物を突破するI, Zombieの2つがある。

#### Survival（サバイバル）
ひとつのステージでゾンビの来襲にどこまで耐えられるかを競うモード。
ステージは昼、夜、プール、霧、屋根の初級と上級とプールエンドレス。

#### Zen Garden（盆栽）
植木鉢に入った植物を机の上に並べて眺める、おまけ的なモード。これらの植物はアドベンチャー、ミニゲームのプレイ中にランダムで獲得することができる。また、植物を売却することもできる。

### スロット
使用する植物の種類は各ステージの開始前にプレイヤーが選択することができる。その選択できる植物種類の最大数をスロット（slot）と呼ぶ。スロットの枠までしか植物を使用することができない。庭に侵入するゾンビの能力にあわせて、それに対応した植物の組み合わせを選ぶことになる。

### 太陽
植物はsunと呼ばれるポイントを支払うことで配置することができる。植物の種類ごとに1個配置するのにかかるポイントが異なり、強力なものほどコストが高い。また一度植物を配置するとその植物が一定時間配置できなくなるリロードタイムが発生する。コストパフォーマンスに優れる代わりにリロードに時間のかかる植物や、また逆にコストパフォーマンスに欠ける代わりにあっという間にリロード完了する植物などの例外も少なからず存在するが、リロードは強力な植物ほど遅く、弱い植物ほど早い傾向がある。太陽を生産する専用の植物（ひまわり、キノコ）があり、プレイヤーはそれを多く配置して、太陽を貯めつつ、ゾンビ撃退用の植物を配置していく。また太陽は昼のステージでは自動でわずかずつ加算されるが、夜のステージではそれがないので太陽系の植物が必要不可欠となる。

### ステージ
各ステージは(1)昼／夜、(2)土／屋根、(3)プール、(4)霧、の4つの要素の組み合わせからなる。

#### 昼／夜
昼のステージは太陽系の植物がなくとも自動で太陽(サン)が発生する。一方夜のステージでは自動で太陽が発生しない。また夜のステージではきのこ類を使用することができる。昼のステージできのこを配置してもきのこは寝た状態になり、まともに活動できない。

#### 土／屋根
屋根上のステージは、(1)植木鉢と(2)段差の二つの制限がある。土のステージでは植物ごとにサンを支払うだけで配置することができるが、屋根上のステージでは一度植木鉢を配置し、その上に植物を配置しなければならない。また屋根は斜めになっており、豆類など水平に弾を発射する植物を後方に配置すると地形に弾がさえぎられる。そのためcabbage-pultなどを必要とする。

#### プール
プールのあるステージでは庭の中央の二列が水になっている。プールにはデフォルトでは水上専用の植物しか配置できず、他の植物を配置するにはlily padを必要とする。このためスロットの枠が1つ制限される。

#### 霧
霧のあるステージでは、庭の半分（ゾンビに近い側）ほどが霧に覆われ、ゾンビが見えない。音や勘にたよって霧のかかったままでプレイすることもできるが、通常はplanternあるいはbloverを用いて霧を消すことになる。

## ミニゲーム
ミニゲームの種類はゲームバージョンによって異なる。たとえばDS版では、タッチペンを使ったミニゲームが搭載されている。

### ZomBotany
ゾンビが植物の顔をしており、植物と同じ能力を持っている。1と2があり、2のほうが難易度が高い。1ではpeashooter（ピーシューター）の能力を持ち、1発ずつ弾を吐いてくる豆ゾンビと、wall nut（ウォールナッツ）の能力を持ちHPが高いウォールナッツゾンビの2種類が現れる。2ではこの2種類に加え、squash（スクワッシュ）の能力を持ち、植物を一個即死させるヘチマゾンビ、tall nut（トールナッツ）の能力を持ち、HPがさらに高い背高ウォールナッツゾンビ、jalapeño（パラペーニョ）の能力を持ち、1列を消滅させるハラペーニョゾンビ、gatling pea（ガトリングピー）の能力を持ち、4発ずつ豆を吐いてくる4発豆ゾンビが現れる。

### Walnut Bowling
1-5のボーリングを単発でプレイする。基本的に1-5と同じでウォールナッツを転がしてゾンビを倒すが、1-5よりゾンビの数が増えているので注意。

### Slot Machines
上にスロットマシーンが登場し、その右にあるレバーを引くと太陽25を消費してスロットが回り、Pea Shooter（ピーシューター）、Snowpea（スノーピー）、Wallnut（ウォールナッツ）、Sunflower（サンフラワー）、Sun（太陽）、Diamond（ダイヤモンド）が二つスロットに並べば並んだ景品が一個（三つ並んだ場合三個、太陽とダイヤモンドは大量）もらえる。太陽を一定獲得するとクリア。

### Zombiquarium
もっとも単調なステージ。マウスをクリックすると脳が落ちるので水槽の中でおよぐゾンビに餌として脳をあたえ、ゾンビの出すサンによってゾンビを増やし、それによってさらにサンを増やすことで、サンを1000ポイントためるとクリアとなる。

### Big trouble Little Zombie
昼間のプールのあるステージ。通常よりゾンビが小さくて足が速く、体力も低い他は能力に違いはない。ピーシューター、チェリーボム、リリパッド、ウォールナッツの種のみ自動で流れてくる。

### Battle of the bobsled
最初は氷が土の列にあり、4フラグを超えればクリアとなる。ゾンビ、ゾンボーニ、ボスブレーチームゾンビが登場する。キャットテールを使わないとクリアは難しいかもしれない。

### Column like you see 'em
屋根上のステージ。フラワーポッド、パンプキン、マグネットシュルーム、コーヒービーン、チャンパー、ハラペーニョ、メロンパルトの種のみ自動で流れてくる。種一個で縦一列すべてに植物を配置できる。

### Whack a zombie
いわゆるモグラたたき。墓から出てくるゾンビをたたき、最後までゾンビに突破されなければクリアとなる。ゾンビの中にはあたりのものがあり、それをたたくとボーナスとしてサンがもらえ、ポテトマイン、グレイブバスター、アイスシュルームの三つを使用することができる。墓から出てくるゾンビは、ノーマルのゾンビ、コーンゾンビ、バケツゾンビの三種類があり、それぞれ1回、2回、3回たたかなければ消えない。

### Last stand
はじめに与えられるサン5000ポイントを使って自由に植物を配置し、以後第5波までゾンビの来襲に耐え切ればクリアとなるステージ。昼、プール有。波（flag）ごとに250ポイントが追加であたえられる。

### Pogo Party
昼の屋根上で、かつ出現するのがノーマルのゾンビとホッピングするゾンビしかいないというステージ。
しかし、簡単そうに見えて実は難しい。このステージ、なんと最初のゾンビがほとんどホッピングゾンビなのだ。一応始まってからゾンビが出現する時間が延長されているが全てのところにトールナッツを植えたりするにはそれ以上の時間を追求する。はっきり言って一筋縄ではいかないので、磁石を植えるなど対策法を考えないとあっという間に突破される。さらに後半10人ほどのホッピングゾンビが迎え入れるため、攻撃力を補強したりなどをしないと通常ゾンビたちに押される。

### Dr.Zomboss's revenge
アドベンチャーモードの最終ステージを単発でプレイする(ただし、HPは最終ステージのゾンボスの2倍ある。)。太陽はなく、フラワーポッド、キャベツパルト、カーネルパルト、メロンパルト、ハラペーニョ、アイスシュルームの種のみが自動で流れてくる。それをうまく使って、ドクターゾンボスの操縦する巨大ロボを倒せばクリアとなる。ゾンボスの操縦するロボの行動は以下のパターンに分けられる。
- ゾンビを置く：通常の行動パターン。ゾンビをさしむけてフラワーポッドをかじらせる。
- 引っこぬき：手の先からバンジーゾンビをくりだし、フラワーポッドから植物を2,3個を引き抜いて消滅させる。
- 踏みつぶし：ロボの足元の近くにある植物をふみつぶしてフラワーポッドごと消滅させる
- 車投げ：上方からバスを投げつけ、フラワーポッドごとつぶして植物を数個消滅させる。
- 球吐き：頭部を（屋根の）地面まで降ろし、口から球を吐く。放置すると転がっていき、フラワーポッドをおしつぶす。また球には炎の玉と氷の玉の二つがあり、炎の玉にアイスシュルーム、氷の玉にハラペーニョを使用すると消すことができる。

球吐きのために頭部を降ろしたときがロボの弱点であり、頭部をおろしたときにアイスシュルームを使用して動きを止め、カタパルトの弾を集中させる。そして球を吐いてきたらアイスシュルームかハラペーニョをつかって消すというパターンをくりかえす展開になる。ハラペーニョを使うと大ダメージを与えられる。
そのほか、バージョンによっては、ヘヴィーウェポン、ビゾンビド、インビジブルゾンビ、星のかたちなどのミニゲームが加わっている。

## シリーズ作品
- Plants vs. Zombies 2（英語版） - 続編。
- Plants vs. Zombies Garden Warfare（英語版） - サードパーソン・シューティングゲーム。
- Plants vs. Zombies Garden Warfare 2（英語版）- サードパーソン・シューティングゲーム。
- Plants vs. Zombies: Battle for Neighborville（英語版）- 同上。
- Plants vs. Zombies Heroes（英語版） - コレクションカードゲーム。